# 堀川バス

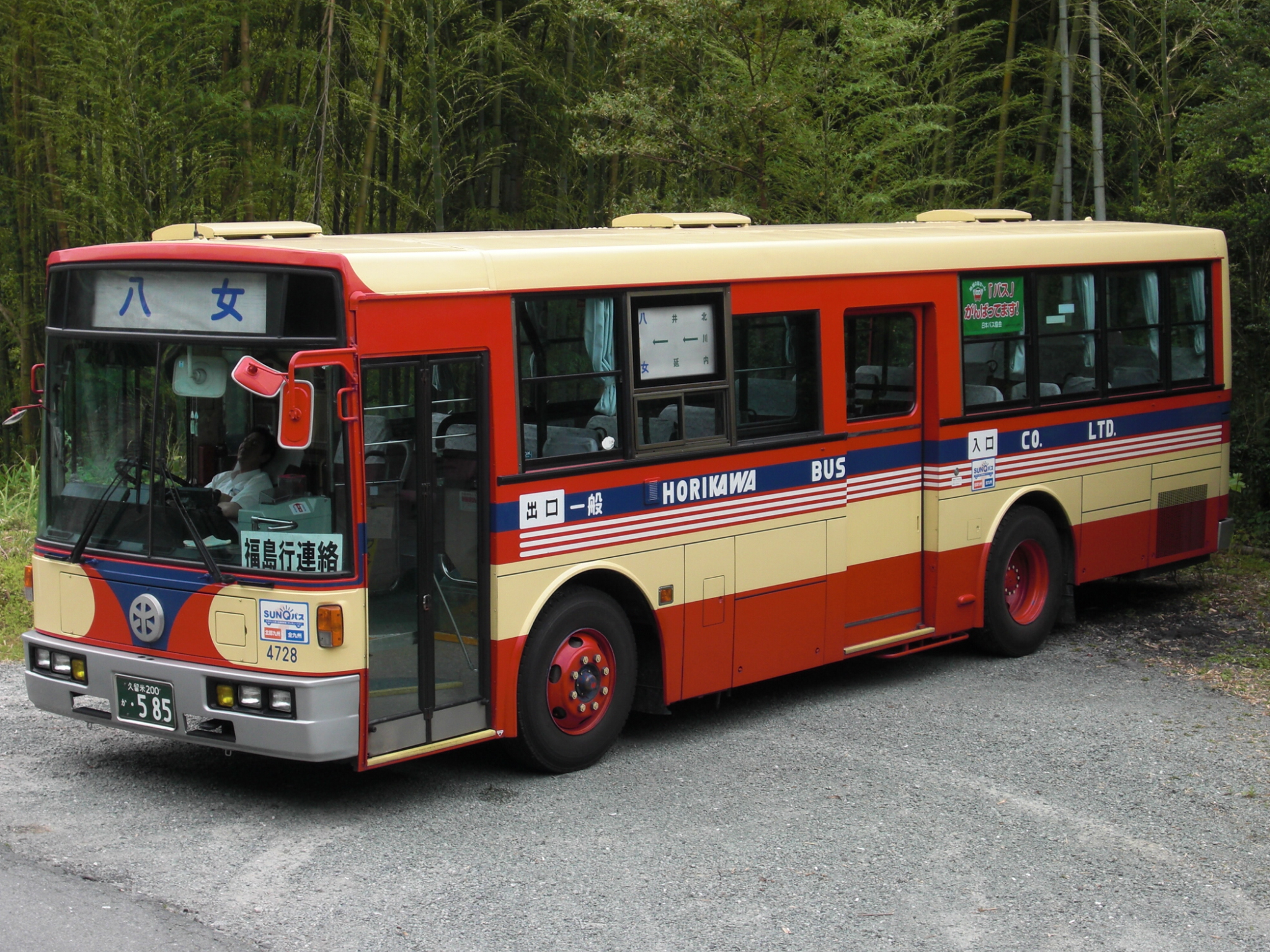
いすゞに富士重工業の車体架装の堀川バス㈱一般路線バス。肌色に青色と赤色のライン、紅白のストライプは堀川自動車時代から変わっていない。

堀川バス株式会社（ほりかわバス）は、福岡県八女市本町1-302-1に本社を置く路線バス事業者である。経営理念は「最高のサービスで社会へ貢献」。
債務整理などのため、路線バス事業は2008年8月1日付で新規設立された同名の新法人に移行（後述）しているが、本記事ではそれ以前からの経過を含めて記述する。また、同日付での事業譲渡により他資本系列の貸切バス事業者となった堀川観光バスについては堀川観光バスを参照のこと。

## 沿革
現在でも主力となっている路線バス事業は、1929年より堀川久助らが創業した合資会社「快進社」の名の下で黒木で乗合バスの運転を開始したのが始まりである。
その後1932年に正式な会社組織となり1935年に屋号を「堀川自動車」と変更した。1942年、羽犬塚～黒木で軌道と乗合自動車を営業していた南筑軌道を合併。その後も近隣のバス事業者の買収やタクシー事業の開始など、バス事業を中心に事業の拡大を進め、1973年には商号を現在の「堀川バス」と改めた。本社のある八女市を中心に、福岡県の筑後地方5市1郡で運転されている。1999年と2006年、2011年に大規模な路線の改廃を行った。幹線である羽矢線を含め、路線の多くが沿線の自治体から補助金を受けている状況であるが、2008年の横山線の路線延長や2010年の広川町内の運行エリア拡大など、自治体と連携した上での新規路線や、2011年には辺春線の平山温泉延伸を行い、新規需要開拓にも力をいれている。
貸切バス事業に関しては、上記の経営拡大をする中で1951年1月から営業を開始した。
バス事業以外で本格的な経営拡大を図ったのは1960年代以降で、自動車整備・販売・保険代理店などの自動車関連業や、飲食店経営、タクシー業など様々な業種に手を付けた。中にはJ-フォン（現在のソフトバンク）の販売代理店「J-フォンショップ」の営業もあった。しかし1990年代前半より自動車関連業を「株式会社モリティス」として子会社払い下げをしたり、経営していた飲食店を閉店して貸ビルとして貸し出したりするなど、バブル崩壊後に失敗が相次ぎ、さまざまな試行錯誤が続いている。
路線バス事業の赤字が続く中、貸切バス部門の収益による内部補助で経営を維持する形となっていたが、貸切バスの分野においても規制緩和に伴う競争激化により、収益が減少し内部補助も難しくなった。このことから、路線バス事業の継続を図るため、2008年に、貸切バス事業の売却による負債圧縮・路線バス事業の新設法人への移管による負債の分離を中心とする企業再編を行うこととし、同年8月1日付で（旧）堀川バスの出資により同名の新法人を設立して路線バス事業をこの新法人に移管した。これに伴い、貸切バス事業部門についても、同日付で、福岡市内で自動車学校などを運営するマイマイグループへの売却が実施され、同グループの出資により新会社堀川観光バスが設立されて事業を開始している。残る債務は（旧）堀川バスが承継し、金融機関側の債権放棄によって整理する方針とされた。

## 営業所
- 八女営業所 - 福岡県八女市本町1-302-1

八女地区では、八女営業所のほか、八女市黒木町に黒木車庫、同星野村に十篭車庫、同矢部村に福取車庫を設置している。黒木車庫には乗務員基地機能や整備施設もあり、常駐車も配置されている。(以前は給油設備も存在した。)
久留米地区には営業所施設はない。久留米線の運用車両は八女営業所から送り込まれ、折返し時間調整は鑓水の折返し待機用駐車場（西鉄バス内野バス停付近）とJR久留米駅前ロータリー内で行う。競輪場シャトルバスについては、西鉄久留米駅東口ロータリーや久留米競輪場の構内も使用する。
柳川地区では、かつては柳川市の西鉄柳川駅近くに柳川営業所を、瀬高駅前南側に待機用駐車場を設けていたが、路線網の縮小により2006年3月10日に廃止され、車両の配置は八女営業所に統合された。代替として、瀬高駅前西側にあったJRバス山鹿線の車両留置施設（乗務員基地機能あり）を引き継いで車庫とし、柳川地区運用車両の留置・折返し待機に使用している。運用車両は八女営業所と瀬高駅前との間で回送での送り込みが行われている。

## 主なバスターミナル
★は定期券発売窓口あり
- ★福島（八女市）
- ★羽犬塚（筑後市）
- 黒木（八女市黒木町）
- ★西鉄柳川駅（柳川市）
  - 観光協会に販売業務を委託
- 瀬高駅前（みやま市）
- ★西鉄久留米バスセンター（久留米市）
  - 8乗り場そばの南必勝堂ビル1階の個人商店に業務を委託。扱いのない券種も取り次ぎが可能。

## 運行している市町村
福岡県
- 八女市
- 八女郡広川町
- 筑後市
- 久留米市
- 柳川市
- みやま市

## 運賃

### 運賃体系
初乗り運賃は160円であるが、西鉄バスと重複している区間については西鉄バスに合わせ170円もしくは150円となっている区間がある。
6歳未満の幼児が一人で乗車する場合は無料（ただし、幼児二人の場合は子供二人分の運賃となる）。また、保護者同伴で乗車する場合は、保護者一人につき幼児一人の運賃が無料になる。学校の休校日には小学生100円、中学生200円均一で乗車することができる（身分証明書の提示が必要）。2009年9月から高校生も土日に限り200円均一で乗車することができるようになった。

### 福祉割引制度
2017年4月1日、従前からあった身体障害者手帳及び療育手帳所持者に加え、精神障害者保健福祉手帳所持者に対しても障害者割引を行うようになった。割引率は他の障害者手帳と同じ（通常料金は本人と付添人（第一種）が半額、定期券は通常料金の3割引）。いずれの障害者割引も、降車時に障害者手帳・療育手帳を提示する。同じく福岡県内の交通事業者である西鉄（電車・バスとも）、筑豊電気鉄道、JR九州バス、昭和バス（福岡県内）と日を同じくしての導入となった。

### 乗車券類
2023年3月25日より交通系ICカードnimocaが導入されたことにより、それまで販売していた回数券は2023年3月22日に販売終了となり、2024年3月31日まで利用可能となる。
乗り放題の乗車券として土日祝日に限り利用可能な一日乗車券が発売されている（全線に有効）。また、全線でSUNQパス（南部九州用を除く）の利用が可能である。
羽犬塚駅前の待合所では、窓口営業時間内のみ金額式の切符を発売している。沿線のべんがら村の入浴券と往復のバス乗車券がセットになった企画切符も存在しており、こちらは定期券発売窓口で購入することができる。
なお、磁気式プリペイドカードは過去にも導入したことがなく、nimoca導入までは紙式の回数券を販売していた。

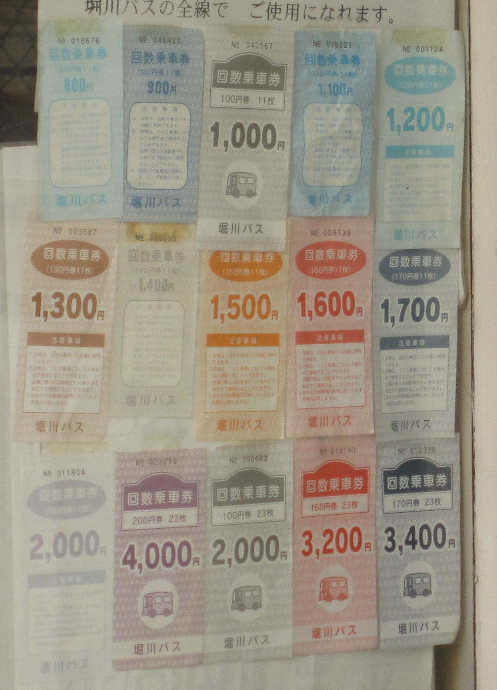
西鉄柳川駅の定期発行所にある見本。色で区別される。

回数券
nimocaの導入により2023年3月22日で販売終了、2024年3月31日限りで利用期間も終了した。
一回の乗車で一人当たり4枚までの利用であるかわりに現金との併用ができ、有効期限などはない。ただし、辺春線以外では、学生向けの均一運賃を適用する際に使用できないことになっていた。種類が多く、原則として回数券・定期券発売窓口で購入することになっていたが、バスの車内でも一部の券種を発売していた。
| 発売額 | 一枚の金額 | 枚数 |
| ------ | ---------- | ---- |
| 800円  | 80円       | 11枚 |
| 900円  | 90円       | 11枚 |
| 1000円 | 100円      | 11枚 |
| 1000円 | 110円      | 10枚 |
| 1200円 | 120円      | 11枚 |
| 1300円 | 130円      | 11枚 |
| 1400円 | 140円      | 11枚 |
| 1500円 | 150円      | 11枚 |
| 1600円 | 160円      | 11枚 |
| 1700円 | 170円      | 11枚 |
| 1800円 | 180円      | 11枚 |
| 1900円 | 190円      | 11枚 |
| 2000円 | 100円      | 23枚 |
| 2000円 | 200円      | 11枚 |
| 2500円 | 250円      | 11枚 |
| 3000円 | 300円      | 11枚 |
| 3200円 | 160円      | 23枚 |
| 3400円 | 170円      | 23枚 |
| 3500円 | 350円      | 11枚 |
| 4000円 | 400円      | 11枚 |
| 4000円 | 200円      | 23枚 |
| 6600円 | 330円      | 23枚 |

最も金額が高く、割引率の大きい6600円券に関しては、八女 - 羽犬塚間の利便性向上のために2009年4月から新たに設定されたものである。
一日乗車券
2011年3月12日から発売開始。土・日・祝日の1日間、堀川バス全線で利用できる。

## 管轄路線
筑後地区では西鉄バスよりも早いうちに路線を開設し、八女市、久留米市、柳川市を中心とする路線網を有していたが、現在は縮小されて八女市内の路線が中心となっており、久留米市と柳川市における一般運行は1路線ずつとなっている。
※は、地域間幹線系統として、国・福岡県・沿線自治体からの補助を受ける。

### 八女地区
八女市の福島案内所（以下、「福島」）を中心に、以下の路線を運行する。すべて八女市中心部〜旧八女郡市町の運行である。大半が山間部を運行することから、末端区間が積雪や災害などで通行止めになることもある。この他にも八女学院高等学校スクールバスや八女市予約制乗合タクシー、広川町ふれあいタクシーの運行も受託している。
羽矢線
- ※羽犬塚 - 八女インター前 - 鵜ノ池 - ゆめタウン八女 - 下福島 - 福島 - 後ノ江四ッ角 - 長野 - 黒木
- ※羽犬塚 - 八女インター前 - 鵜ノ池 - 蒲原 - 下福島 - 福島 - 後ノ江四ッ角 - 長野 - 黒木
- 羽犬塚 - 八女インター前 - 鵜ノ池 - 蒲原 - 下福島 - 福島 - 福島高校前
- 黒木 - 旧木屋校前 - 堀迫 - 日向神 - 鬼塚 - 矢部支所前 - 福取 - 柴庵
  - 筑後市の羽犬塚駅と八女市黒木町を主に国道442号経由で結ぶ路線で、堀川バスの基幹路線であり、現在は旧国鉄矢部線の代替路線[9]である。1時間に2本の運行が基本で、最多4本運行される時間帯もある。以前は八女市矢部村の柴庵まで直通していたが、2024年10月ダイヤ改正において黒木で系統が分断され、黒木～柴庵間はワゴン車による運行となった。
  - ゆめタウン経由が蒲原経由より若干本数が多く、日祝ダイヤではほぼ2:1の割合となる。2024年9月まで運行されていた柴庵直通便は全て蒲原経由であり、系統分断後も黒木で柴庵行きと接続する便の多くが蒲原経由である。白木線直通便は土曜日の1便を除く全便がゆめタウン経由である。上月足発羽犬塚行きの便も設定されていたが、2016年10月のダイヤ改正で黒木始発に変更された。
  - 一部便が後ノ江四ッ角で久留米方面のバスと接続している。また、白木線へ直通する福祉センター前行き・べんがら村行きも設定されている。
  - 2024年10月ダイヤ改正において黒木～柴庵間は1日3.5往復まで減便されたが、羽矢線が運行しない夕方・夜間および平日早朝に八女市地域公共交通協議会による実証運行が行われる（2025年3月31日まで）[10]。受託事業者は地元のタクシー業者であり運賃体系も異なるが、堀川バスの時刻表にも掲載されている。

星野線
- ※福島 - 後ノ江四ッ角 - 長野 - 北川内 - 長尾 - 十篭 - 十篭車庫前 
  - 八女市中心部と八女市上陽町、同星野村を国道422号、県道52号経由で結ぶ路線で、60～90分に1本程度運行される。主な運行区間は福島～十篭車庫前間で、浦発着および羽犬塚発着が若干数設定される。
  - 羽犬塚発着の便が1日1.5往復設定されているが、ダイヤ改正の度に始発着地（十篭車庫前行きまたは浦行き）と経由地（蒲原経由またはゆめタウン八女経由）が変更されている。
  - 朝の八女方面行の便に1便のみ福島を越えて八女学院行きとして運行されている便がある。ただし休校日運休。
  - 2007年10月まで1日1往復のみ星野村内の長尾～十篭間を轟経由で運行する椋谷系統が存在していたが、廃止後も県道52号の拡張工事や平成24年7月九州北部豪雨後の迂回運行として椋谷経由が運行されたことがある。2019年8月の豪雨により星野村下長尾～長尾の道路が崩壊した際は、当初は土穴折り返し、その後2012年と同様に鹿里・椋谷経由、10月1日より下長尾折り返し（10月15日より下長尾～浦タクシー連絡）となっていた。
- 十篭車庫前 - 星野小学校前 - 浦
  - 八女市星野村の十篭集落と浦集落を県道57号経由で結ぶ路線で、全便が十篭車庫前で福島発着便と連絡している。
  - 実際は福島から来た車両がそのまま浦まで運行する（逆方面も同様）が、別便扱いとされ、十篭車庫前で一度精算を行う必要がある。これは、合併前の星野村からの要請でこの区間に対する補助金の額が福島〜十篭車庫前と異なっており、この区間の運賃体系も別途設定されているためである。ただし、直通便として案内されるものに関しては十篭車庫前での精算を行わない。
  - 2011年4月以前は、浦から更に東の板屋（ミヤシノシャクナゲ園付近）まで運行されており、浦発着便は1往復のみであった。

横山線
- 大瀬 - 北川内 - ほたるの館前 - 三川 - 旧横山小学校 - 古賀 - 納又
- 大瀬 - 北川内 - ほたるの館前 - 三川 - 飯塚 - 古賀 - 納又
  - 八女市上陽町の中心部と納又停留所（同町上横山）を、主に県道70号経由で結ぶ路線。2024年9月17日ダイヤ改正より平日のみ運行となっている。狭隘区間が続くため小型車による運行となっていたが、同日のダイヤ改正よりワゴン車による運行となった。ほたるの館～納又間はフリー乗降区間となっていた。
  - 2008年9月をもって廃止されることが決まっていたが、上陽町（現：八女市）からの要請で直前に撤回されており、その直後の2008年10月のダイヤ改正で全便が大瀬発着となり、星野線に接続するダイヤとなった。このダイヤ改正の際に、以前から要望のあった杠葉経由と飯塚経由が新設されたが、杠葉経由は2011年3月をもって廃止された。
  - 2017年9月までは平日は飯塚経由が1日1.5往復、土日祝日は旧横山小学校経由が1日1往復運転された（朝に大瀬行き、夕方に納又行き）。2017年10月からは平日は飯塚経由が1日1.5往復、旧横山小学校経由が納又発の1本のみ、土日祝日は旧横山小学校経由が1日1.5往復運転された。

白木線
- 福島 - 公立病院（公立八女総合病院） - 福祉センター前 - べんがら村
- 福島 - 公立病院 - 福祉センター前 - 筑南中学前 - 合の原 - 宮ヶ原 - 夢たちばなビレッジ
  - 八女市中心部と八女市立花町の白木地区を、主に県道4号経由で結ぶ路線。福島〜べんがら村の運行が基本だが、福祉センター前折り返し便も設定されている。2022年4月のダイヤ改正で八女伝統工芸館前経由が新設されたが、その後べんがら村行きは廃止され、現在は平日のべんがら村発福島行き1便のみが経由する。夢たちばなビレッジ行きは平日1往復のみ運行される。午前中のみ羽犬塚からの直通便が運行され、それ以外は福島で羽犬塚発着便と連絡している。

辺春線

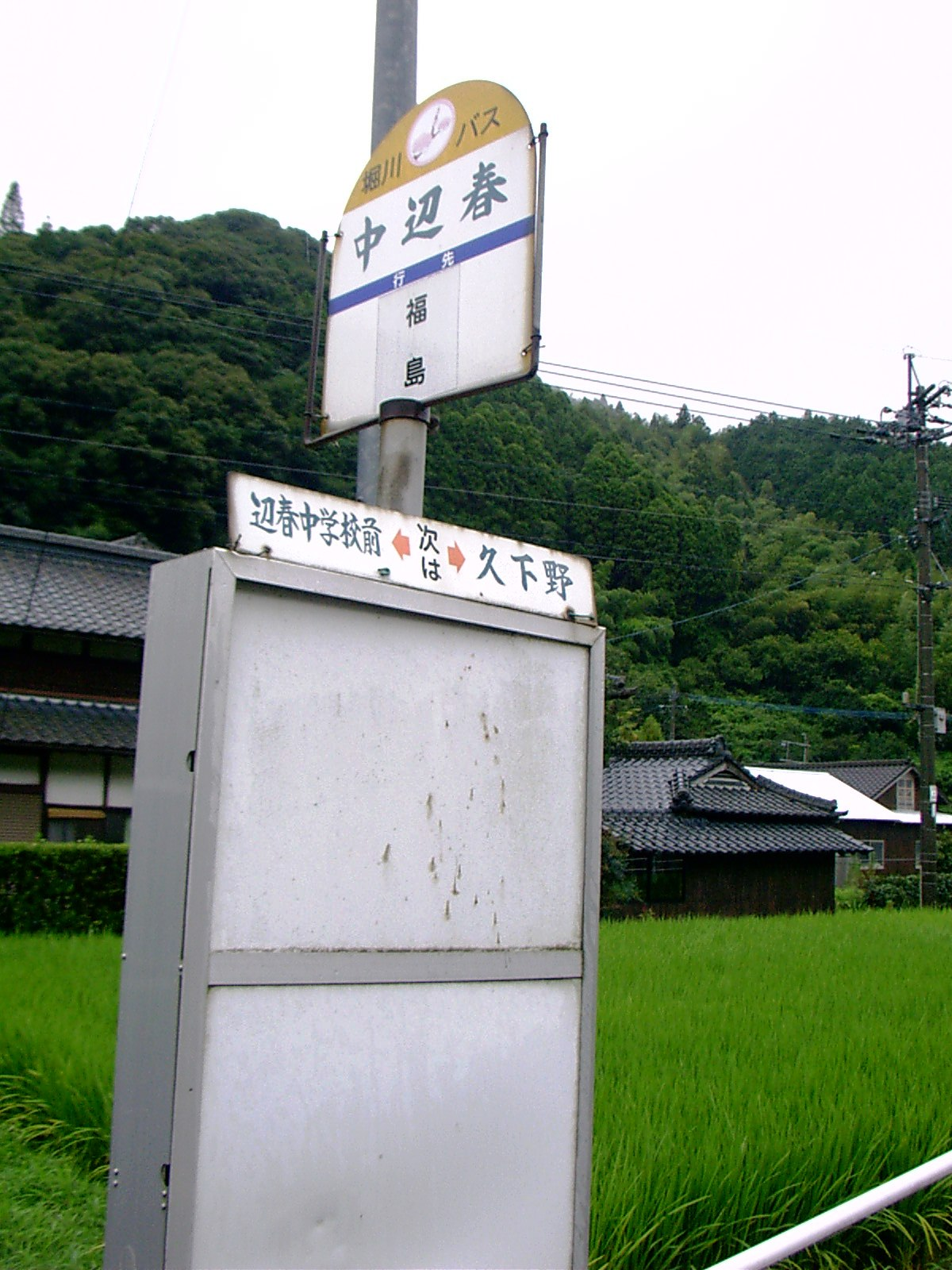
西鉄バス仕様のバス停。上部の社名の所に「堀川バス」の社名と社章を貼り付けている

- 福島 - 西鉄営業所前 - 丸野（立花支所） - 兼松住宅前 - 三の瀬 - 道の駅たちばな - 長瀬 - 山中
- 福島 - 八女伝統工芸館前 - 丸野 - かがやき前 - 兼松住宅前 - 三の瀬 - 道の駅たちばな
  - 八女市中心部と八女市立花町の辺春地区を主に国道3号経由で結ぶ路線。2024年9月17日より平日のみ運行となっている。基本的に福島〜兼松住宅前間の運行で、長瀬発着便と山中（小栗峠の約1km北）発着便が1往復ずつ設定されている。
  - 2003年に廃止された西鉄バス山鹿線（八女市〜山鹿市）の福岡県内側を引き継ぐ形で新設された。当初は福島〜山中の運行で、専用車両（日野・リエッセ）が限定使用されていた。福島〜兼松住宅前が西鉄バスと重複していたこともあり、運賃は兼松住宅前〜山中を含め西鉄時代と同額であった。
  - 2008年に八女市内のルートが若干変更となって南馬場（ドラッグストアモリくらし館前）経由が新設され、従来の西鉄営業所前経由は1日1往復のみとなったが、2010年に西鉄バスの八女営業所以南が廃止された際に、朝夕に数往復、福島〜西鉄営業所〜兼松住宅前行の区間便が追加された。
  - 2011年4月2日のダイヤ改正で南馬場経由が廃止され、全て西鉄営業所前経由に戻された。また、土日祝日のみ山中から熊本県山鹿市の平山温泉（やまと旅館入口）まで延伸された。これで2003年以来8年ぶりに小栗峠を越える定期バス路線が復活し、当路線と同じ経緯で新設された産交バスの路線（道の駅鹿北〜山鹿）との乗換も可能になった。平山温泉行きは2024年9月16日まで運行された。
  - 2022年4月のダイヤ改正で八女伝統工芸館・かがやき（立花総合保健福祉センター）経由が新設された。全便が道の駅たちばなまで運行される。

羽犬塚駅周辺循環バス
- [1] 羽犬塚駅東口→筑後市立病院→羽犬塚駅西口→八女工業前→羽犬塚駅東口→長浜東→JAよらん野→サンリブ筑後店→羽犬塚駅東口
- [2] 羽犬塚駅東口→八女工業前→羽犬塚駅西口→筑後市立病院→羽犬塚駅東口→サンリブ筑後店→ゆめモール→長浜東→羽犬塚駅東口
  - 2024年10月より実証運行開始。運賃は200円均一であり、1日乗車券が300円で販売されている。

八女市予約型乗合タクシー「ふる里タクシー」
- 一部路線の運行を担当

### 久留米地区

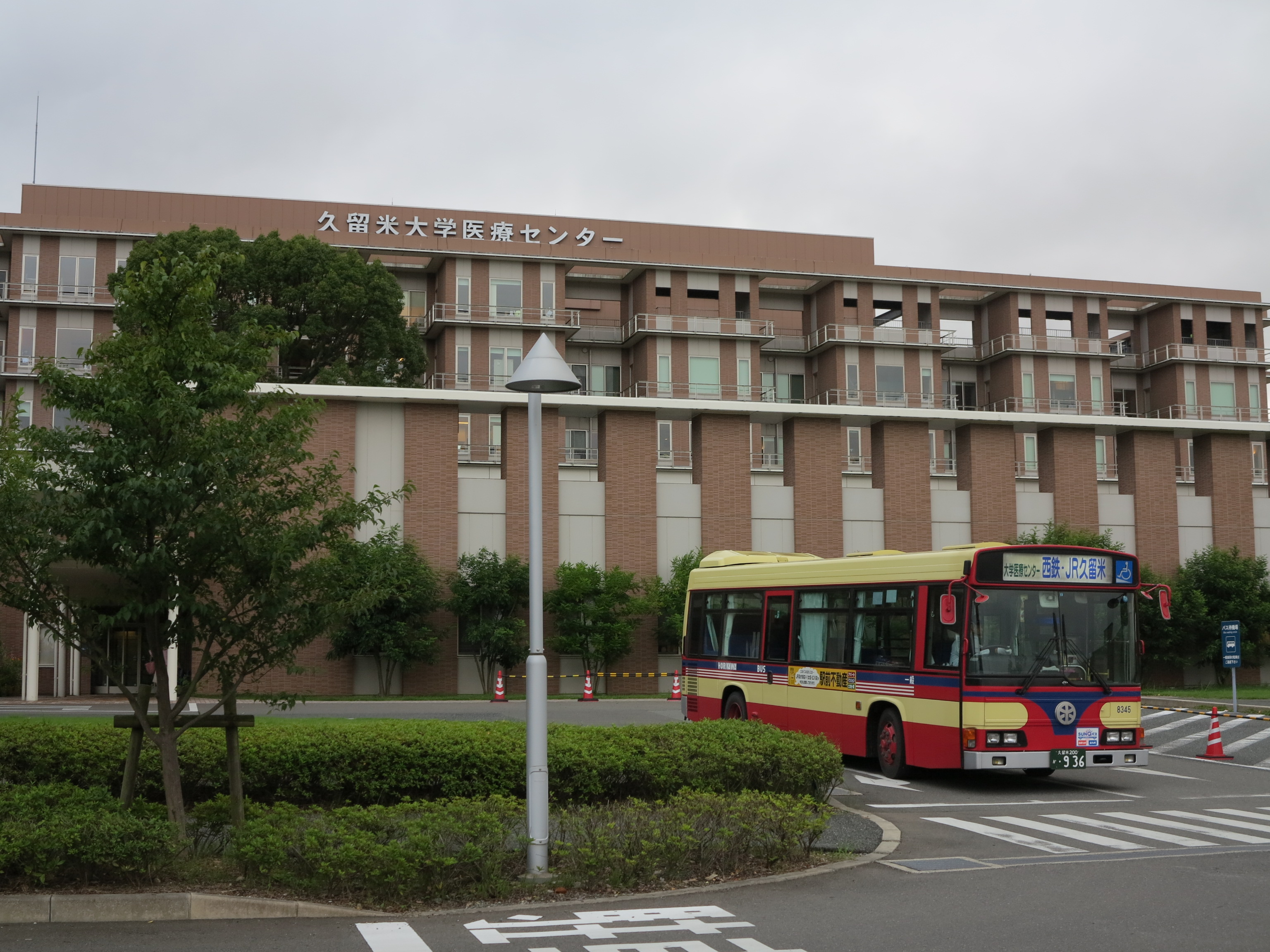
久留米線（大学医療センター）

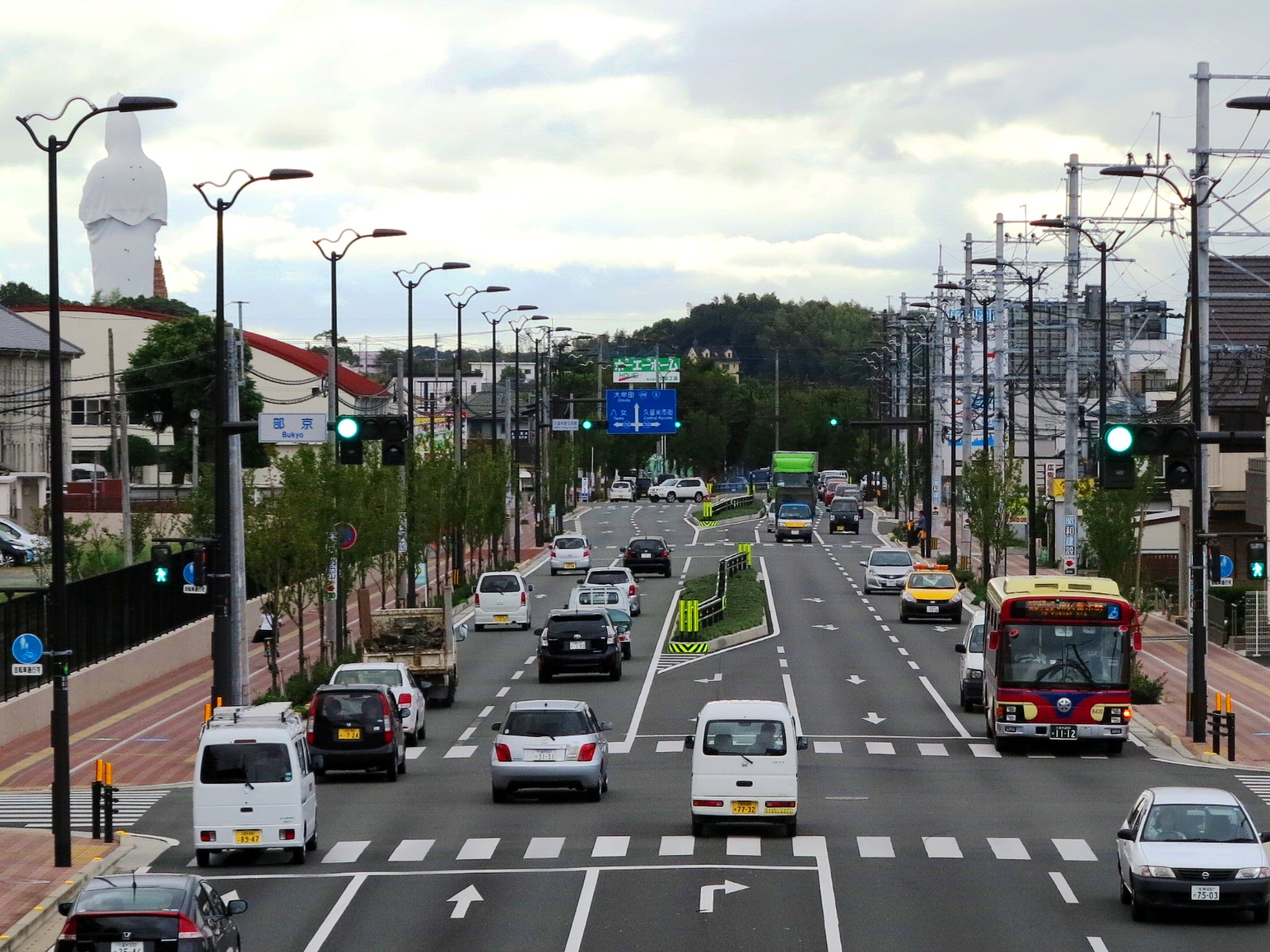
久留米線（自衛隊前）

90年代中頃までは、八女市内で宅間田を経由する系統のほか、梅満・荒木経由の「荒木線」、3号線・工大附属高（現在の祐誠高校）経由の「八女線」なども存在しており、八女線に関しては急行便の設定もあった。また、西鉄久留米東口にも乗り入れていた。当時は八女地区の路線と一体運用されており、一部は久留米から羽矢線の黒木やグリーンピア八女、上広川線の小椎尾まで直通していた。
現在は「久留米線（旧・国分線）」と、久留米市からの運行委託による久留米競輪場シャトルバスを運行している。また、祐誠高校のスクールバスの運行業務も行っている。
久留米線
- ※JR久留米駅 - 荘島 - 六ツ門 - 西鉄久留米駅 - 野中町 - 東国分小学校前 - 自衛隊前 - 大学医療センター入口 - 鑓水 - (県道752号経由) - 藤山三ッ角 - 吉常 - 後ノ江四ッ角 - 福島
  - 久留米市のJR久留米駅と同市高良内町の鑓水停留所を、野中町・東国分小学校経由で結ぶ路線。基本的に毎時2本運行される。途中の中央市場前〜大学医療センター入口以外の区間は西鉄バスと重複している。
  - 福島発着便は平日・土曜日5往復、日祝日4往復設定され、後ノ江四ッ角で羽矢線の黒木行きと連絡している。この他、西鉄久留米〜鑓水やJR久留米駅～大学医療センターの区間便も若干数設定されている。
  - 大学医療センター停留所に関しては、平日の日中のみ構内に乗り入れ、その他の時間帯は乗り入れない。これは同区間を運行する西鉄バスでも同様である。
  - 2019年3月改正で県道752号にバイパスが整備されたことにより経路変更が実施された。この際、旧県道752号にあった、観音堂前バス停が廃止となった。これにより鑓水東バス停が新設された。

### 柳川地区
西鉄柳川駅を中心とした路線網を持つ。1944年8月に柳川地区のバス事業者を買収・統合して柳川・瀬高地区に進出した。
上述のように柳川営業所が統合されたため、現在は八女営業所から瀬高駅付近の車庫まで回送して運行している。かつては柳川～羽犬塚を結ぶ路線や瀬高～福島を結ぶ「舟小屋線」も存在し、1990年代半ばまでは他地区と路線が繋がっていたが、現在は事実上柳川地区だけが離れ小島状態である。
また、国鉄佐賀線代替の急行バス（西鉄バス・佐賀市交通局と共同運行）として佐賀県に乗り入れ、西鉄柳川駅をまたいだ直通運行が行われていた時期もある（佐賀線。後述）が、現在は取りやめている。この直通運行の取りやめにより、西鉄柳川駅以東は堀川バスの瀬高・柳川線、同駅以西は西鉄バス・佐賀市交通局という1987年3月以前の形に戻ることとなった。
瀬高・柳川線
- ※瀬高駅 - 三橋 - 西鉄柳川駅 - 柳川市役所 - 杉森学園前 - 柳川リハビリテーション学院 - 亀の井ホテル柳川
- 西鉄柳川駅 - 柳川警察署前 - 杉森学園前
  - みやま市瀬高町と柳川市中心部を結ぶ路線。現在、柳川地区で運行している堀川バスは上記2系統である。西鉄柳川駅より柳川リハビリテーション学院止まりの区間便（柳川警察署前経由）が存在する。かんぽの宿（現：亀の井ホテル） - 両開（中六十丁）間は2006年10月限りで廃止された。また西鉄柳川駅 - 御花前、昭代地区への路線は西鉄バスに統合される形で消滅している。
  - 西鉄柳川駅での西鉄電車（福岡市方面）との接続に重点が置かれており、西鉄柳川駅を発着する電車のダイヤに合わせて運行されている。

## おもな廃止路線
羽矢線
- 羽犬塚 - 八女インター前 - 鵜ノ池 - 蒲原 - 下福島 - 福島 - 後ノ江四ッ角 - 長野 - 黒木 - 日向神 - 宮ノ尾 - 柴庵
  - 2024年10月、黒木で系統分断。羽犬塚～柴庵を直通する系統は全便蒲原経由で運行されていた。
- 羽犬塚 - ゆめタウン前 - 福島 - 黒木 - グリーンピア八女
  - グリーンピア八女への唯一の公共交通であったが、2009年10月1日に廃止。平成24年7月九州北部豪雨により国道442号線の一部区間が通行止めとなった際には、柴庵系統がグリーンピア八女の敷地内を通るルートで迂回運行が実施されたが、グリーンピア八女バス停が復活することはなかった。

打越線
- 羽犬塚 - 福島 - 北川内 - 打越 - 黒木
  - 国鉄矢部線廃止代替路線。主な乗客は上陽町・星野村から黒木高校に通う高校生であった。一般客は近道で運賃の安い羽矢線に乗車するため羽犬塚～福島間が短縮され、その後高校生の利用減少によって廃止された。

星野線
- 福島 - 長野 - 北川内 - 轟 - 十篭車庫前
  - 椋谷経由のルート。前述のとおりである。
- 福島 - 北川内 - 十篭車庫前 - 浦 - 板屋
  - 2011年4月、浦～板屋間廃止。

白木線
- 福島 - 公立病院 - 福祉センター前 - 筑南中学前 - 合の原 - 宮ヶ原 - 夢たちばなビレッジ - 桐葉
- 福島 - 公立病院 - 福祉センター前 - 筑南中学前 - 合の原 - 中村
  - 桐葉発着の便は1日3往復、本山支線と呼ばれる中村発着の便は平日・土曜日に1往復だけ設定されていたが、2011年3月31日廃止。

辺春・平山線
- 福島 - 西鉄営業所前 - 丸野 - 兼松住宅前 - 三の瀬 - 道の駅たちばな - 長瀬 - 山中 - 道の駅鹿北 - 平山温泉前 - やまと旅館入口
  - 2011年4月2日のダイヤ改正で山中から熊本県山鹿市のやまと旅館入口まで延伸された。土日祝日のみ運行。熊本県内となる道の駅鹿北〜やまと旅館入口間はクローズドドアとなっており、やまと旅館入口行きは降車のみ、福島行きは乗車のみ可能であった。2003年以来8年ぶりに小栗峠を越える定期バス路線が復活し、道の駅鹿北では産交バスの路線（道の駅鹿北〜山鹿）との乗換も可能であった。2024年9月16日廃止。

上広川線
- 福祉センター前←公立病院←福島 - 保健福祉センター入口 - 広川役場前 - 吉常 - 上広農協前 - 小椎尾（こじお）
  - 八女市中心部と広川町北東部の上広川地区にある水原を結ぶ路線で、終点の小椎尾停留所は水原と小椎尾のほぼ境界に存在していた。かつては荒木線として久留米地区から小椎尾まで直通しており、その後福島発着の広川線となった。
  - 2010年10月1日ダイヤ改正で上広川線に改称。日祝日の運行が廃止され、月・木・土曜日は2往復、火・水・金曜日は6往復となった。福島から白木線直通で小椎尾発公立病院・福祉センター前行きの便が火・水・金曜日に片道1本のみ設定されていた。9時台 - 14時台に運行される便は、回数券利用の場合に限り保健福祉センター入口 - 小椎尾を150円で利用できた（現金支払いの場合および対象外の時間帯の場合は、通常運賃が適用される）。2013年10月1日廃止。広川町ふれあいタクシーに代替された。

中広川線
- 福祉センター前←公立病院←福島 - 保健福祉センター入口 - 広川役場前 - 古賀 - 南久泉 - 六田四ツ角 - 吉常 - 長延公民館前 - 高間 - 広川インター入口
  - 2010年10月1日運行開始。八女市中心部と九州自動車道広川インターを結ぶ路線。大半の便が広川町内のみの運行で完結する。月・木曜日に3往復運行されていた。回数券利用の場合に限り保健福祉センター入口 - 小椎尾を150円で利用できた（現金支払いの場合は、通常運賃が適用される）。2013年10月1日廃止。広川町ふれあいタクシーに代替された。

下広川線
- 古賀 - 南久泉 - 運動公園前 - 広川役場前 - 保健福祉センター入口 - 川瀬 - 智徳 - 一条 - 藤田 - 智徳 - 川瀬 - 保健福祉センター入口 - 広川役場 - 運動公園前 - 南久泉 - 古賀
  - 2010年10月1日運行開始。広川町中心部と広川町西部の一条地区を結ぶ路線で、月・木曜日に3便運行されていた。回数券利用の場合に限り150円で利用できた（現金支払いの場合は、通常運賃が適用される）。2013年10月1日廃止。広川町ふれあいタクシーに代替された。広川線廃止のお知らせ

田代線
- 宗真寺下 - 黒木 - 神露淵 - 水車前 - 上田代
  - 田代川沿いの県道127号に点在する集落を結ぶ。黒木中学校最寄の宗真寺下が始発となっている。車両は上田代の車庫に留置されており、始発前・最終後は乗務員が社用車で黒木まで往復していた。2009年10月1日廃止。

笠原線
- 黒木 - 宗真寺下 - 笠原校前 - 霊岩寺前 - 鹿子尾
  - 黒木から同町内の笠原地区を県道797号経由で運行する路線。堀川バスが個人経営の乗合自動車会社として創業した当初から存在する歴史ある路線であった。2009年10月1日廃止。

荒木線
- 西鉄久留米 - JR久留米駅 - 梅満一丁目 - 津福本町 - 荒木駅前 - 荒木中学前 - 一条 - 川瀬 - 広川役場前 - 吉常 - 上広農協前 - 小椎尾
  - 久留米～広川間を荒木経由で結ぶ路線。晩年は久留米～荒木中学前間の運行がほとんどであった。1999年廃止。

舟小屋線
- 福島 - 京町 - 福祉センター前 - 柳瀬 - 新庄 - 舟小屋[13] - 清水 - 瀬高駅
- 福島 - 国武 - 新庄 - 舟小屋 - 清水 - 瀬高駅
  - 八女・柳川の両営業エリアの中間地域に設定されていた路線。川犬～舟小屋間は県道792号船小屋八女線を、舟小屋～清水間はおもに県道774号飯江長田線を、清水～瀬高駅間は県道775号本吉小川線を経由した。また、舟小屋～瀬高駅間で清水を経由せず瀬高駅へ直行する系統もあった[14]。
  - 旧街道沿いの集落を結ぶ性格の路線であり、直通需要は少なかった。
  - 沿線地域の過疎化により堀川バス各路線の中でも特に著しく利用客が減少し、1994年12月に福島～舟小屋～清水間および舟小屋～瀬高駅間が廃止となり、清水～瀬高駅間も1999年12月16日付で廃止された。

佐賀線
- 西鉄柳川駅 - 諸富 - 佐賀駅バスセンター
  - 国鉄佐賀線の廃止代替バスとして1987年3月29日から運行開始した路線である。同線の廃止時、沿線には全区間にわたって並行バス路線が存在していたが[15]、そのうち佐賀駅バスセンター - 西鉄柳川駅間では佐賀市交通局と西鉄バスが準急便を相互に乗り入れて直通運行を行っていた[15]ものの、西鉄柳川駅 - 瀬高駅間の堀川バス瀬高・柳川線との間では直通運行は行われていなかった[15]。国鉄佐賀線の利用客の中には、柳川地区をまたいだ流動が一定程度存在していた[15]ことから、廃止代替バスの設定に際しては佐賀 - 柳川 - 瀬高間の直通便も運行することとなり、三社・局が互いに相手区間に新規路線を開設して乗り入れを行うこととなった[16]。これに伴って柳川以西の西鉄・佐賀市交の区間に堀川バスの新規路線として開設されたのがこの佐賀線である。堀川バス唯一の佐賀県内乗り入れ路線となった。
  - 直通系統は速達性確保のため急行便として設定し、各社・局1日2往復ずつの計6往復を運行することとされた[16]。既存系統の瀬高・柳川線及び佐賀市交通局・西鉄バスの区間においても廃止代替バスとして増便が行われている。
  - 柳川地区をまたぐ流動自体が多くはなく[16]、バス転換に伴って西鉄柳川駅での大牟田線利用へのシフトも進んだことから直通利用はさらに減少したため、1993年12月に柳川での直通運行は廃止となり、当路線も廃止となった。
  - なお、その後佐賀 - 柳川間の準急便についても、1998年7月に佐賀市交通局が相互乗り入れ運行から撤退し、西鉄バスによる単独運行となっている（現況については西鉄バス久留米・大川支社#佐賀 - 柳川線も参照）。

久留米競輪場シャトルバス

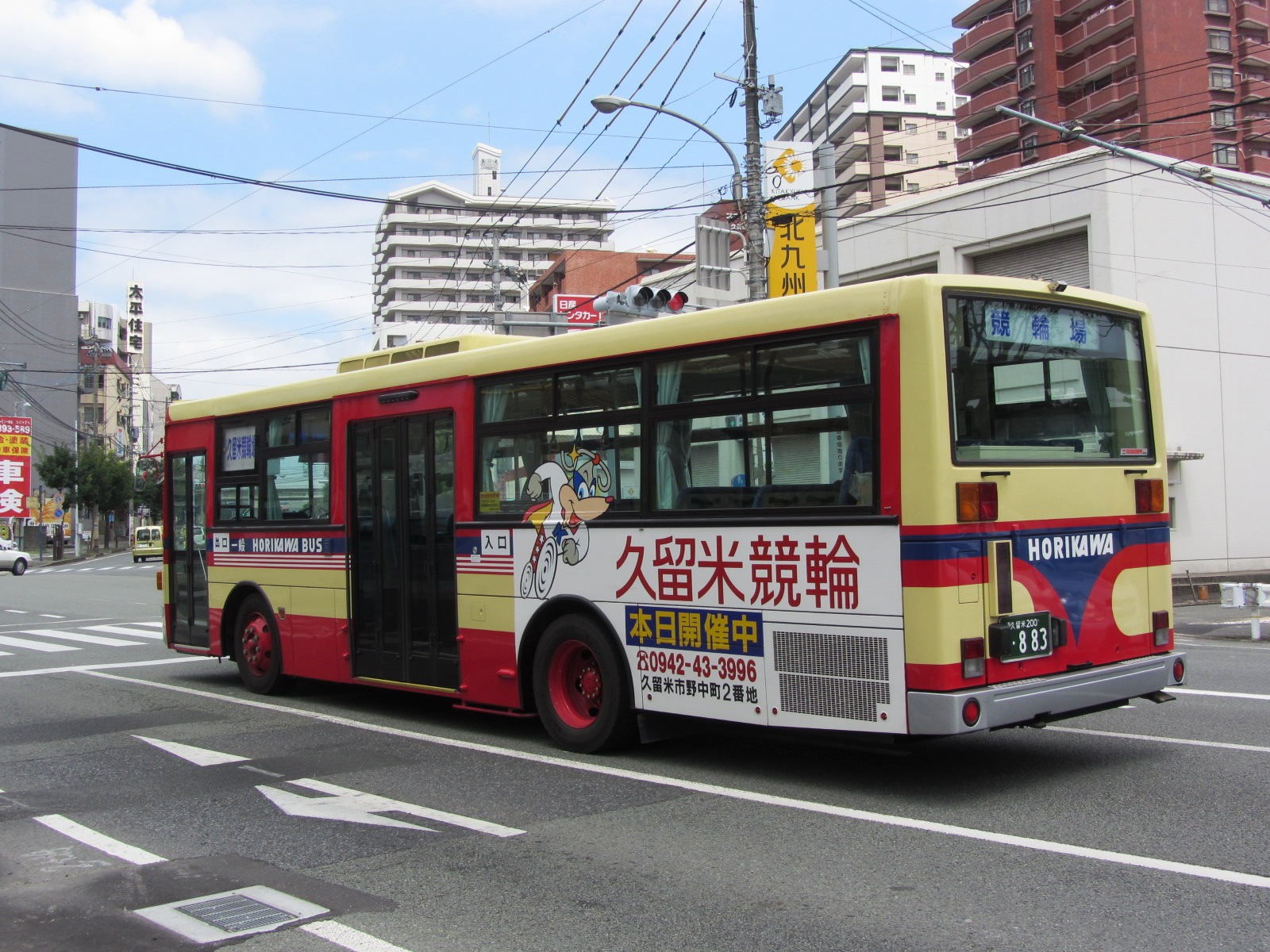
久留米競輪のハーフラッピングが施された専用車両

- JR久留米駅 - 西鉄久留米駅東口 - 久留米競輪場
  - 久留米市からの委託を受けて運行されている特定旅客路線で、競輪開催日のみ運行。2011年4月に西鉄バスが運行していた競輪場シャトルバスを引き継いだものであるが、発着場所は西鉄時代から変更となっており、東口ロータリーからの出発となっている。車体後部に久留米競輪のラッピング広告を施した車両が専用車として使用され、運賃は無料。2025年度よりハラショー観光の運行となった。

## 車両
路線車は富士重工製車体のいすゞ大型車と富士重工業製車体の日産ディーゼル中型車が多数を占めていたが、アイ・ケー・コーチ、ジェイ・バス製のいすゞ車や日野、三菱ふそう（小型車のみ）車も在籍している。2015年10月現在、中古で導入したと思われる西日本車体工業製の車両が復活している。なお2019年7月現在、エルガミオが最大勢力であり、次いでエルガ、レインボーHR、レインボーⅡの順になっている。
1990年代末頃から大都市圏事業者からの中古車導入が進められ、川崎鶴見臨港バスを中心に、横浜市交通局、名古屋市交通局からの移籍車も導入されている。2010年代頃からワンステップバスやノンステップバスの中古車両の導入が増え、乗降性の改善が進んでいる。川崎鶴見臨港バスからの移籍車は、ウインカーチャイムがそのまま使用される。また2016年からは、中古車導入の調達先が多様化されており、京急バスや西武バス、立川バス、松戸新京成バス、東急バス、フジエクスプレス、東京都交通局などからも導入されている。
路線バス事業の赤字基調から、路線バス向けの新車購入は長年極力抑制されており、1990年代初め頃までは貸切車から転用された改造車が路線車の大半を占めていたが、これらは現在全て置換えが完了している。また、国鉄矢部線及び佐賀線の廃止代替バスの運行を担当するにあたり、所要車両として転換交付金により新規購入された路線仕様車も存在したが、これらも全て経年のため廃車となっている。
貸切バス事業の譲渡後も、貸切車は少数残存している。また、広川町と八女市の乗合タクシー用として、トヨタ・ハイエースも保有している。更には、八女学院と祐誠高等学校のスクールバス用にトップドア車も保有している。

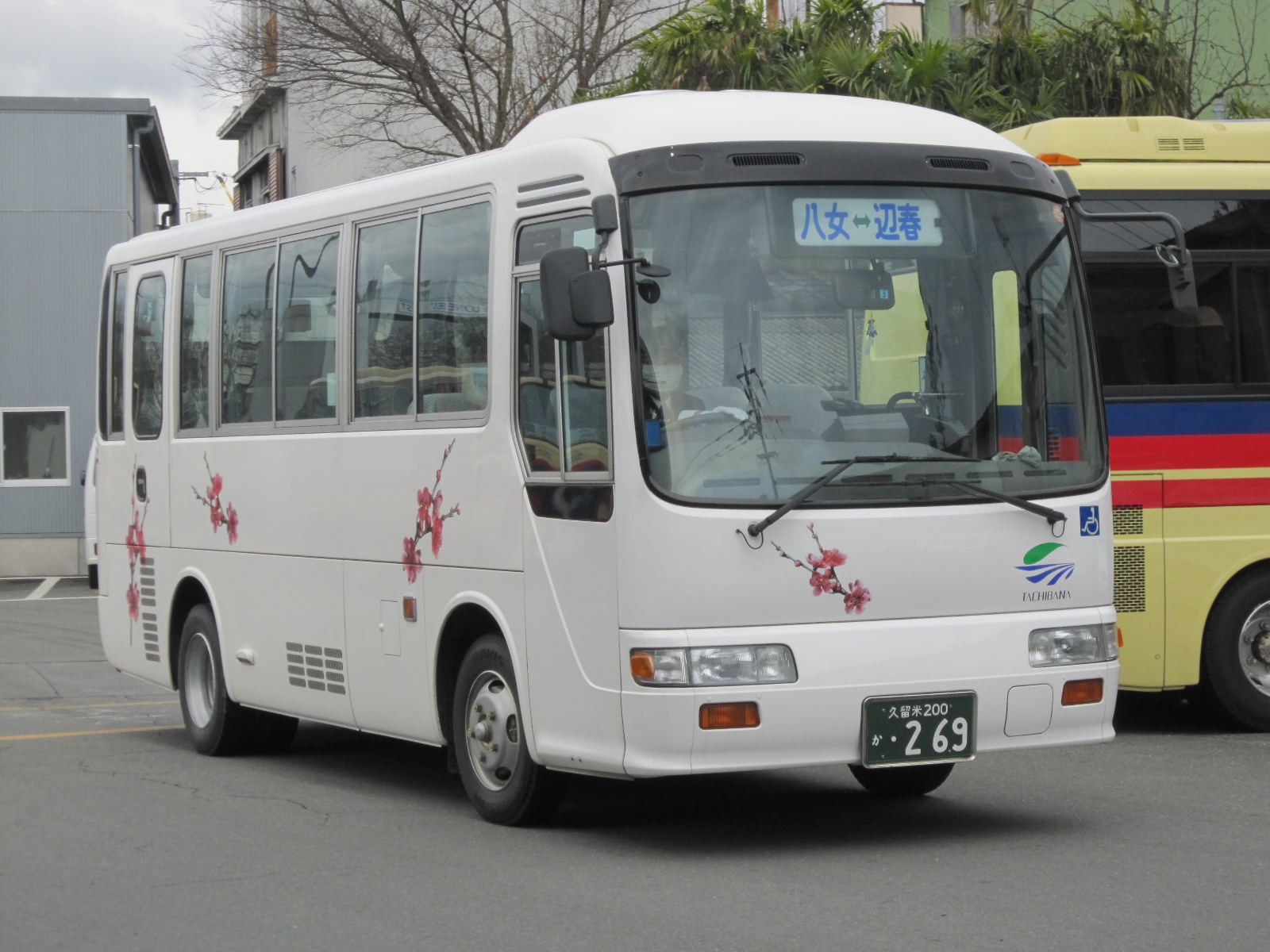
9118 2003年に西鉄より引き継ぎ運行開始した八女 - 辺春間路線用として導入された日野・リエッセ。当時の貸切バスの新車（現在は堀川観光バスに譲渡）に準じた塗装である。
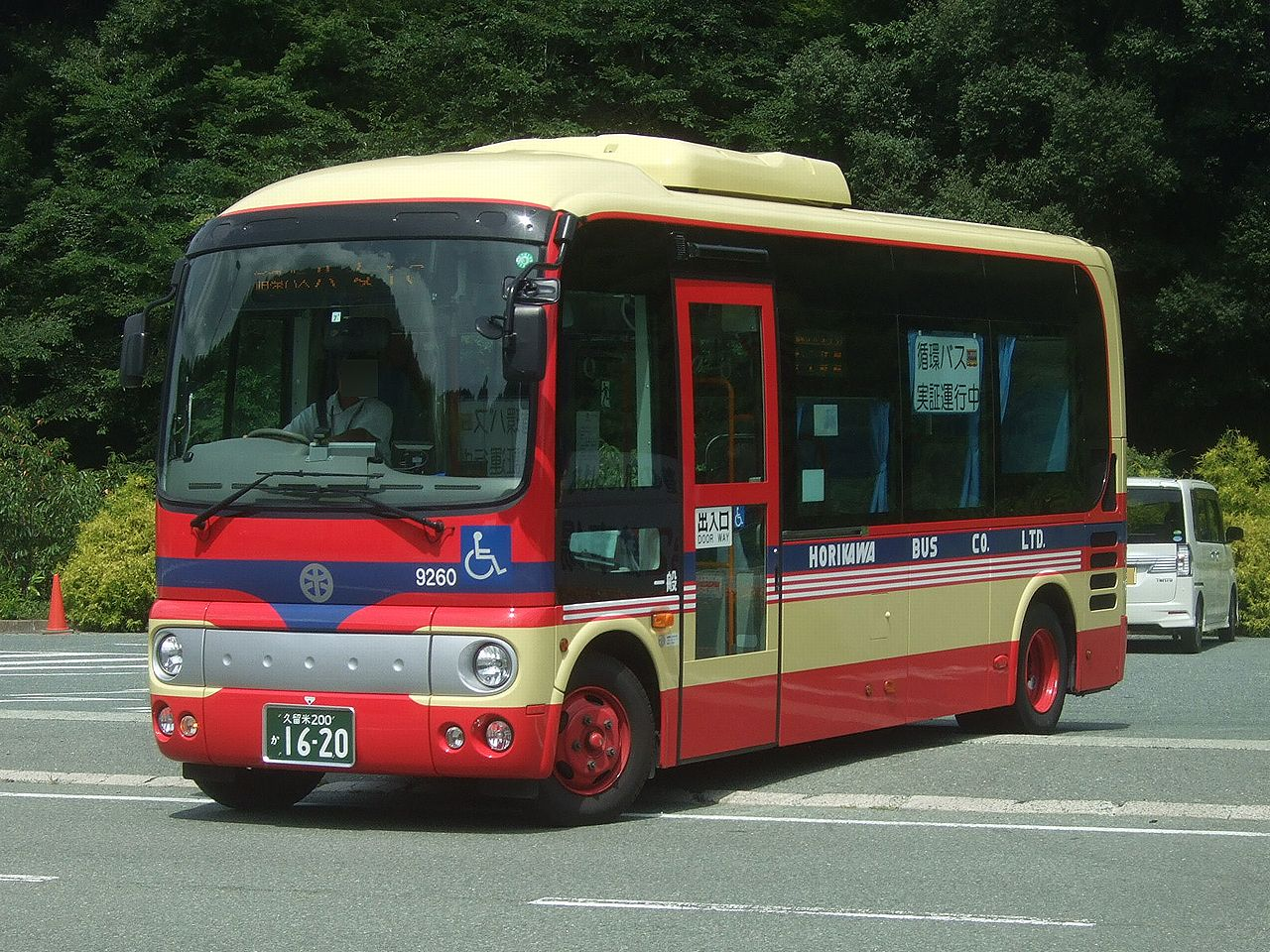
9260 2021年7月5日から実証運行を開始した八女市内循環線で使用される日野・ポンチョ
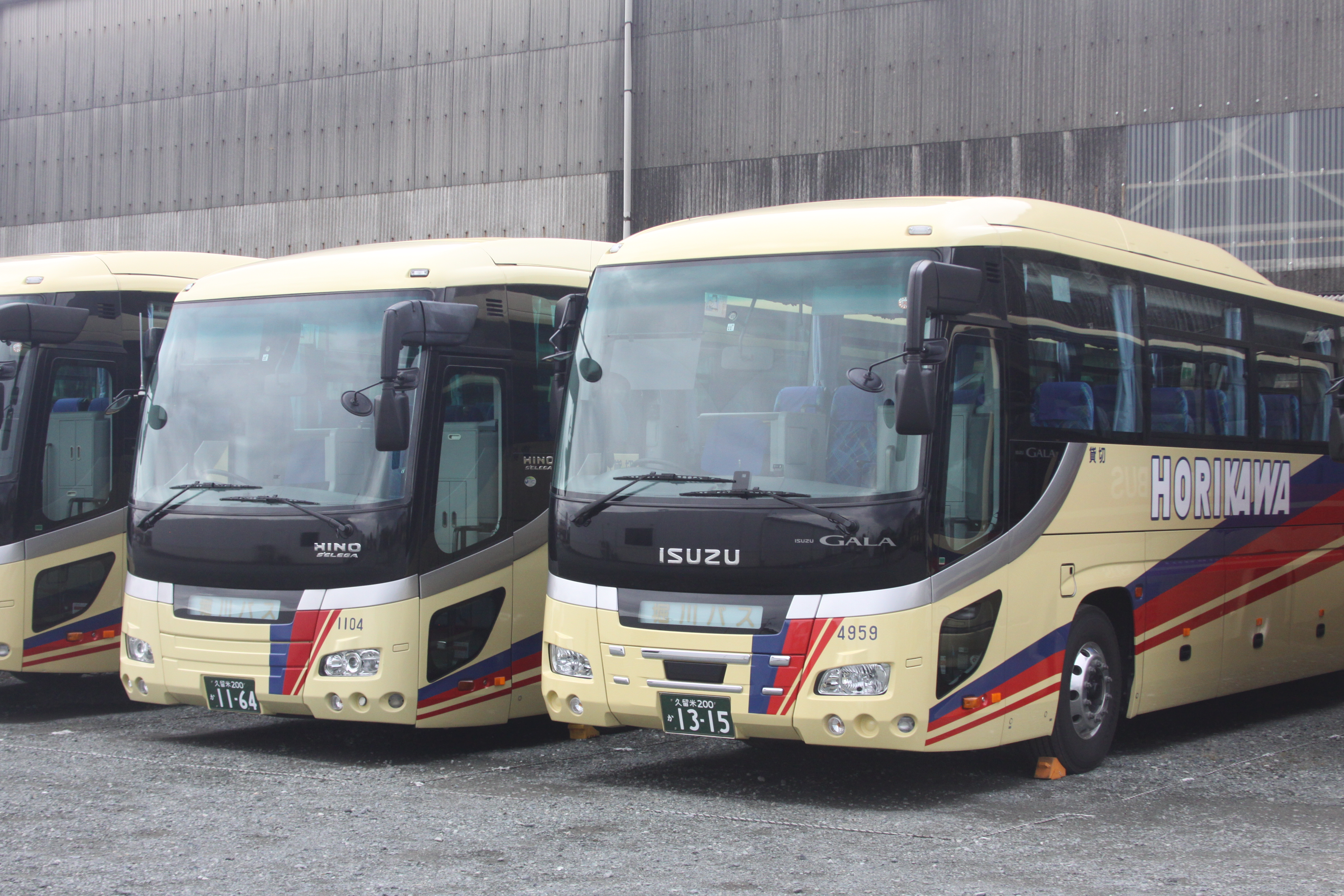
1104, 4959 堀川観光バス譲渡後に導入された貸切車は下記の「PLUM LINER」ではなく路線バスに準じた色の組み合わせとなった

過去の車両

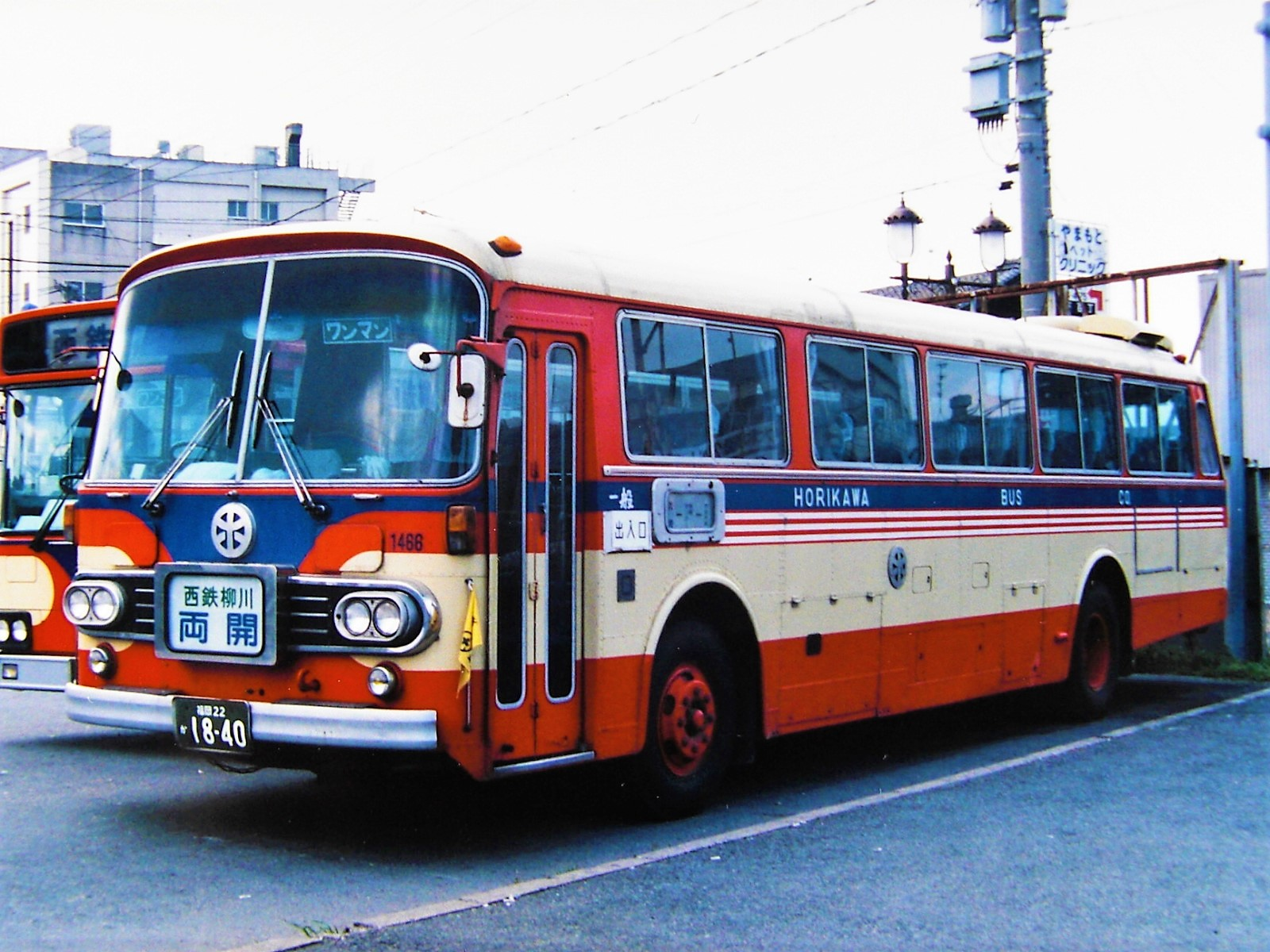
1466 2000年頃まではこのような貸切バスを改造して路線バス用に転用した車両が多く使用されていた
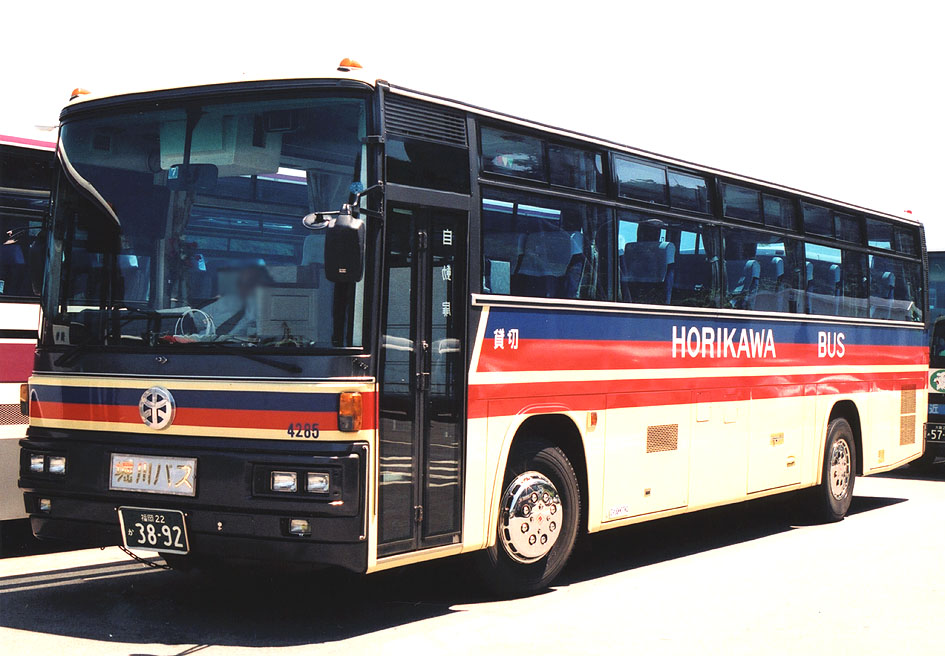
4285 路線バスと同様の色の組み合わせで塗り分けが異なる
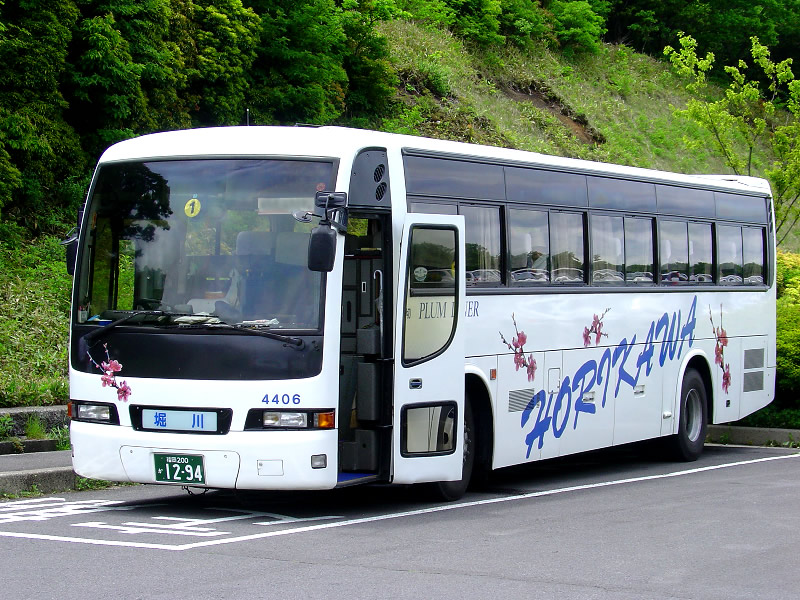
4406 1990年代以降の貸切車は白地に梅の花と枝をあしらったカラーリングに変更され「PLUM LINER」という愛称が付けられていた。このカラーリングの車両はほとんどが堀川観光バスに譲渡されている。